# Mistissini (terre réservée crie)
Pour les articles homonymes, voir Mistissini.
Mistissini (en cri : ᒥᔅᑎᓯᓃ, « grosse roche ») est une terre réservée crie située en Eeyou Istchee, dans la région administrative du Nord-du-Québec, au Québec (Canada). Elle comprend un milieu urbanisé et y vivent les membres de la Nation crie de Mistissini. Cette Première nation est représentée au Gouvernement de la nation crie, dans le Grand conseil des Cris et par le fait même, au Gouvernement régional d'Eeyou Istchee Baie-James.
Elle est située au sud du lac Mistassini, le plus grand lac naturel du Québec, à 90 km au nord-est de la ville de Chibougamau.
Comme plusieurs autres entités autochtones, Mistissini est composée d'une terre réservée crie de catégorie IA, de juridiction fédérale, ainsi que d'une municipalité de village cri du même nom de catégorie IB, de juridiction provinciale.

## Toponymie
Le nom « Mistissini » signifie précisément « grosse roche ». Afin de répondre au vœu des autorités cries locales, la graphie du nom passe de « Mistassini » à « Mistissini » en 1992. Selon la légende crie, l'esprit d'un sorcier habite dans la roche qui a donné son nom au lac.

## Géographie
Le territoire de la terre réservée crie de Mistissini est constitué de trois sections et doit être distingué du territoire de la municipalité de village cri homonyme. La première section est en fait constituée de la presqu'île Watson, sa limite est se trouve à environ quatre kilomètres à l'ouest de la route 167. 
La deuxième section est constituée de la presqu'île Abatagouche ainsi que des terres au nord-ouest de la baie du Poste, face au secteur urbanisé de Mistissini. Cette section est d'ailleurs reliée par un pont de bois (inauguré en 2014) au noyau urbanisé de Mistissini. 
La troisième section est située au nord de la baie Cabistachouane, qui forme sa limite sud, elle est limitée à l'est par la route 167, à l'ouest par la baie Abatagouche et au nord par une ligne au nord du lac Marchant à l'est et traversant le lac Albanel à l'ouest. 
La terre est de juridiction fédérale tandis que la municipalité de village cri de Mistissini est de juridiction provinciale. Cette terre réservée crie correspond aux terres de catégorie IA de la Convention de la Baie-James et du Nord québécois attribuées à la Nation crie de Mistissini alors que la municipalité de village cri correspond aux terres de catégorie IB. 
La terre réservée crie de Mistissini est située au sud-est du lac Mistassini. 

## Histoire

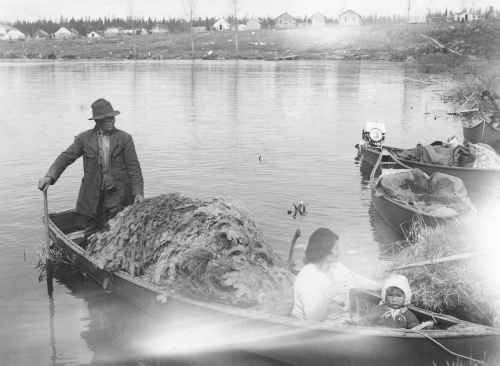
Mistissini (autrefois Baie du Poste). Retour du territoire de chasse, 1947.

Les Cris ont vécu dans le secteur de la ligne de partage des eaux de la rivière Rupert et autour du lac Mistassini depuis des siècles. Les explorateurs et commerçants français y entrèrent au XVIIe siècle. Durant la seconde moitié de ce siècle, un poste de traite a été établi sur le lac Mistassini. Sa position varie au fil du temps, jusqu'à ce que la Compagnie de la Baie d'Hudson établisse un poste à l'emplacement actuel du village.
Le poste de traite fut approvisionné par une brigade de canots de Fort de Rupert (Waskaganish) remontant la rivière Rupert ou par Neoskweskau (un ancien lieu cri) sur la rivière Eastmain. Le réseau de la rivière Rupert tombe en désuétude avec l'ouverture d'une station de train à Oskélaneo, en Haute-Mauricie. La route en provenance de Chibougamau atteint Mistissini en 1970.
À travers le temps, Mistissini et les divers postes du secteur ont été désignés : Maison Dorval, Patagoosh, Abatagoushe, Mistassini, et Baie-du-Poste.

## Démographie
Étant le siège de la Nation crie de Mistissini, les habitants du village sont majoritairement des Cris. À des fins statistiques, la population cumulée des deux territoires est comptabilisée sur le territoire de catégorie IA. En 2020, la population est estimée à 3 759 personnes. 
| 2001  | 2006  | 2011  | 2016  |
| ----- | ----- | ----- | ----- |
| 2 597 | 2 897 | 3 427 | 3 523 |

### Langues
Selon l'Institut de la statistique du Québec, à Mistissini, la langue la plus parlée le plus souvent à la maison en 2011 sur une population de 3 405 habitants, est le cri à 85,76%, le français à 2,35% et l'anglais à 10,87%.

## Éducation
La Commission scolaire crie administre deux écoles à Mistissini, soit l'école primaire Voyageur (Voyageur Memorial Elementary School ou VMES) et l'école secondaire Voyageur (Voyageur Memorial High School; ᕛᔨᒐᕐ ᑳ ᐃᔥᐹᒡ ᒋᔅᑯᑕᒫᒉᐅᑲᒥᒄ). L'école Voyageur est inaugurée en 1983. 
Mistissini abrite également le siège social de la Commission scolaire crie, l'organisme public chargé d'offrir des services d'éducation sur le territoire d'Eeyou Istchee.

## Galerie

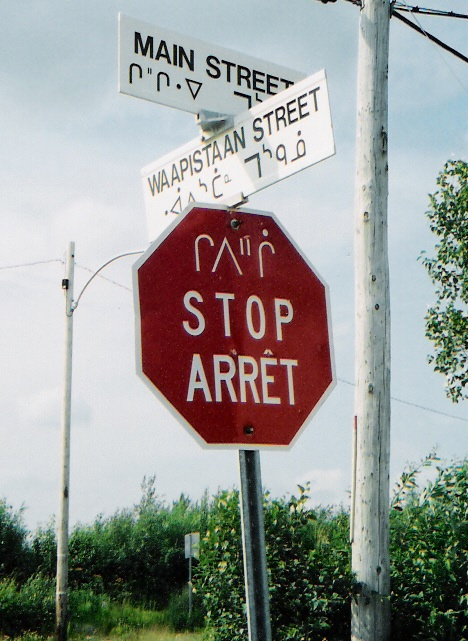
Panneau de signalisation routière multilingue : cri, anglais et français.
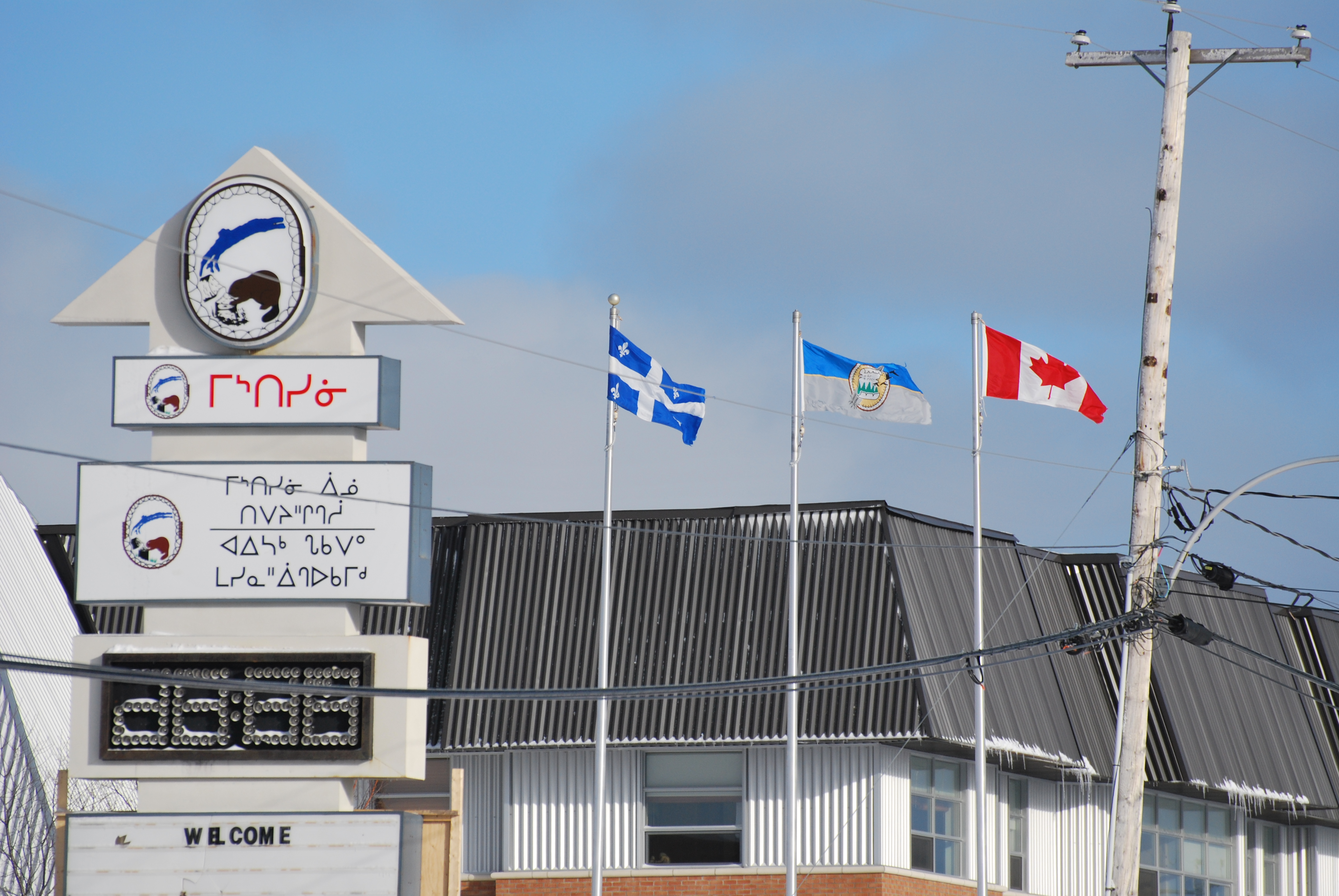
Bâtiment administratif de la Nation.
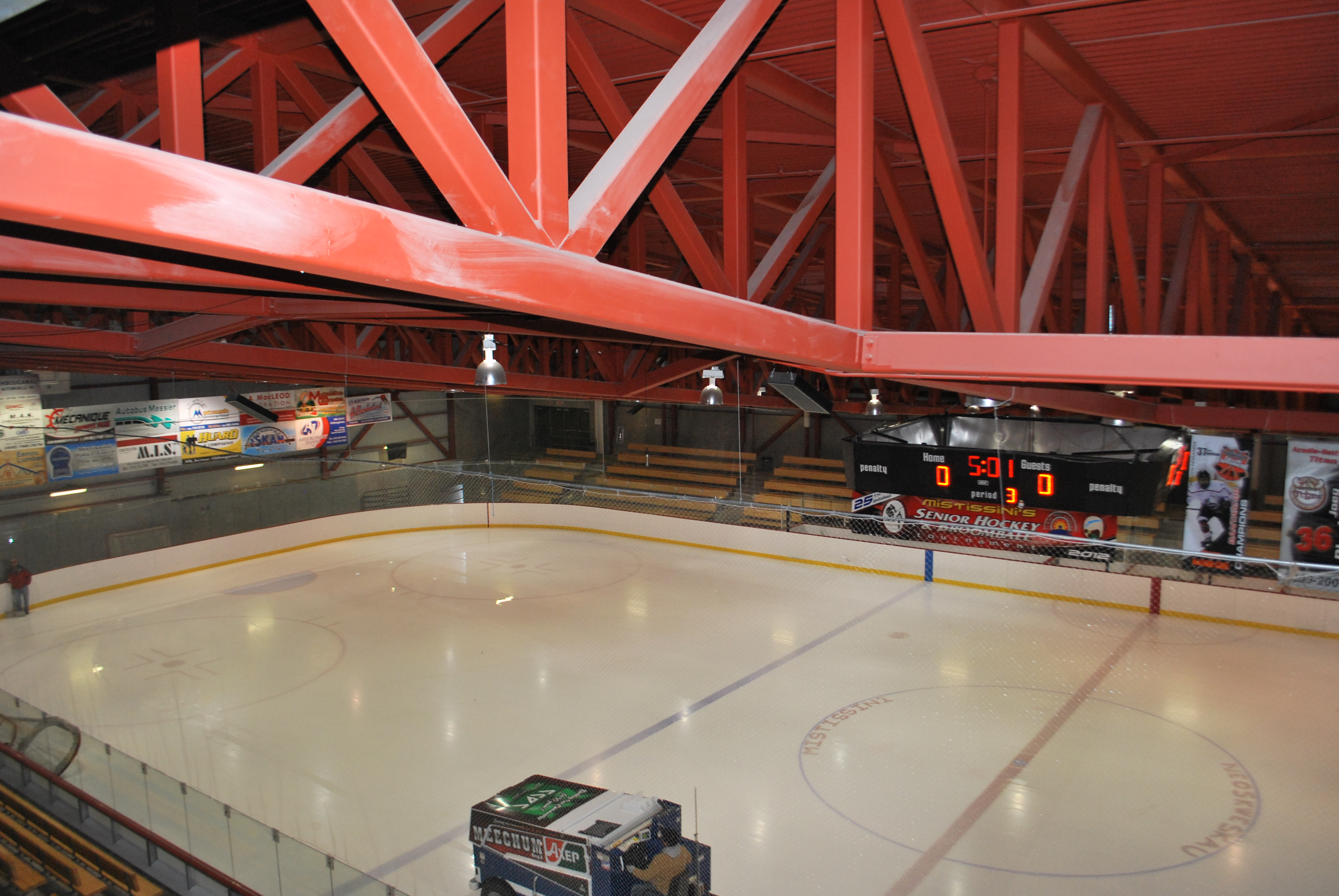
Aréna.
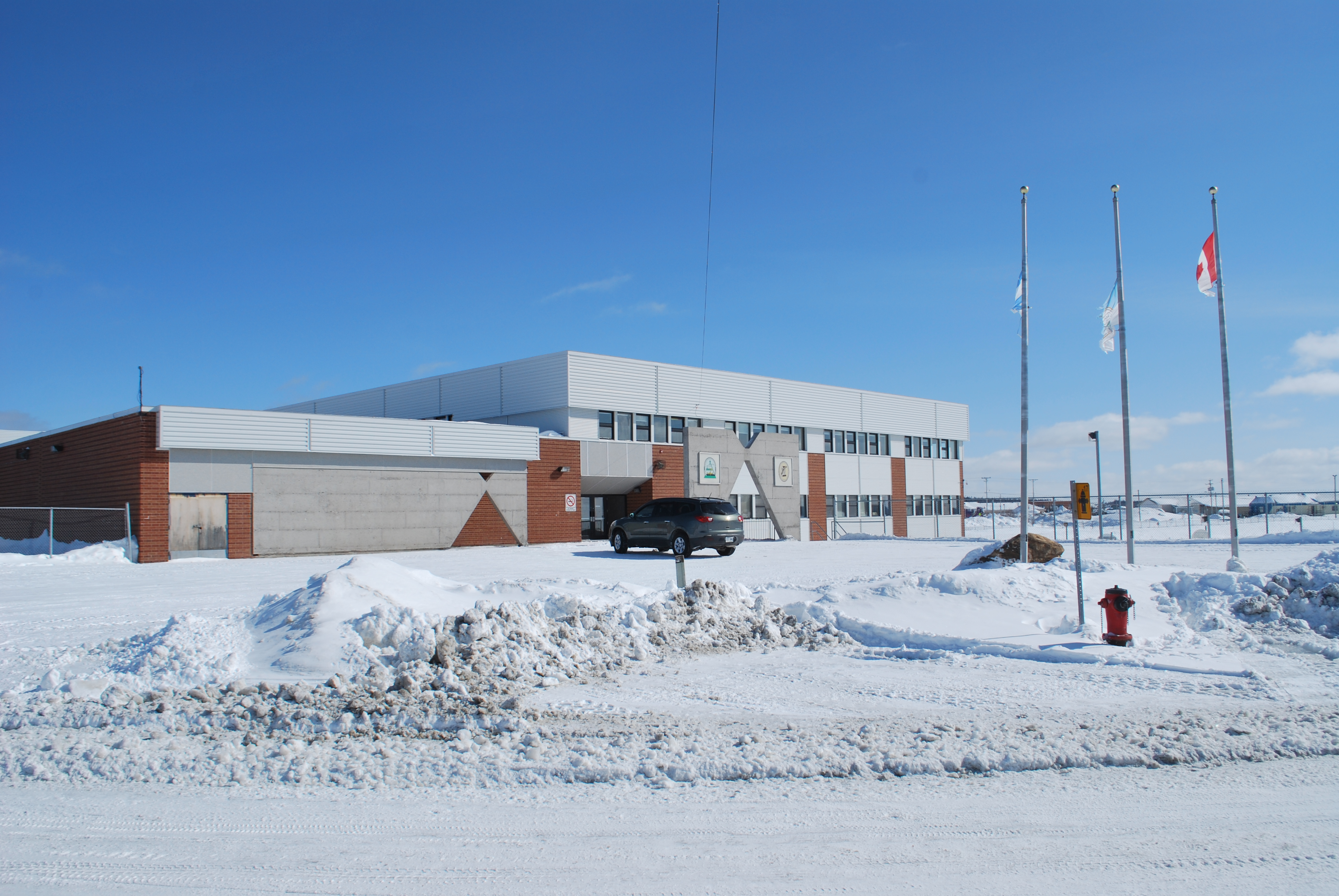
École secondaire.
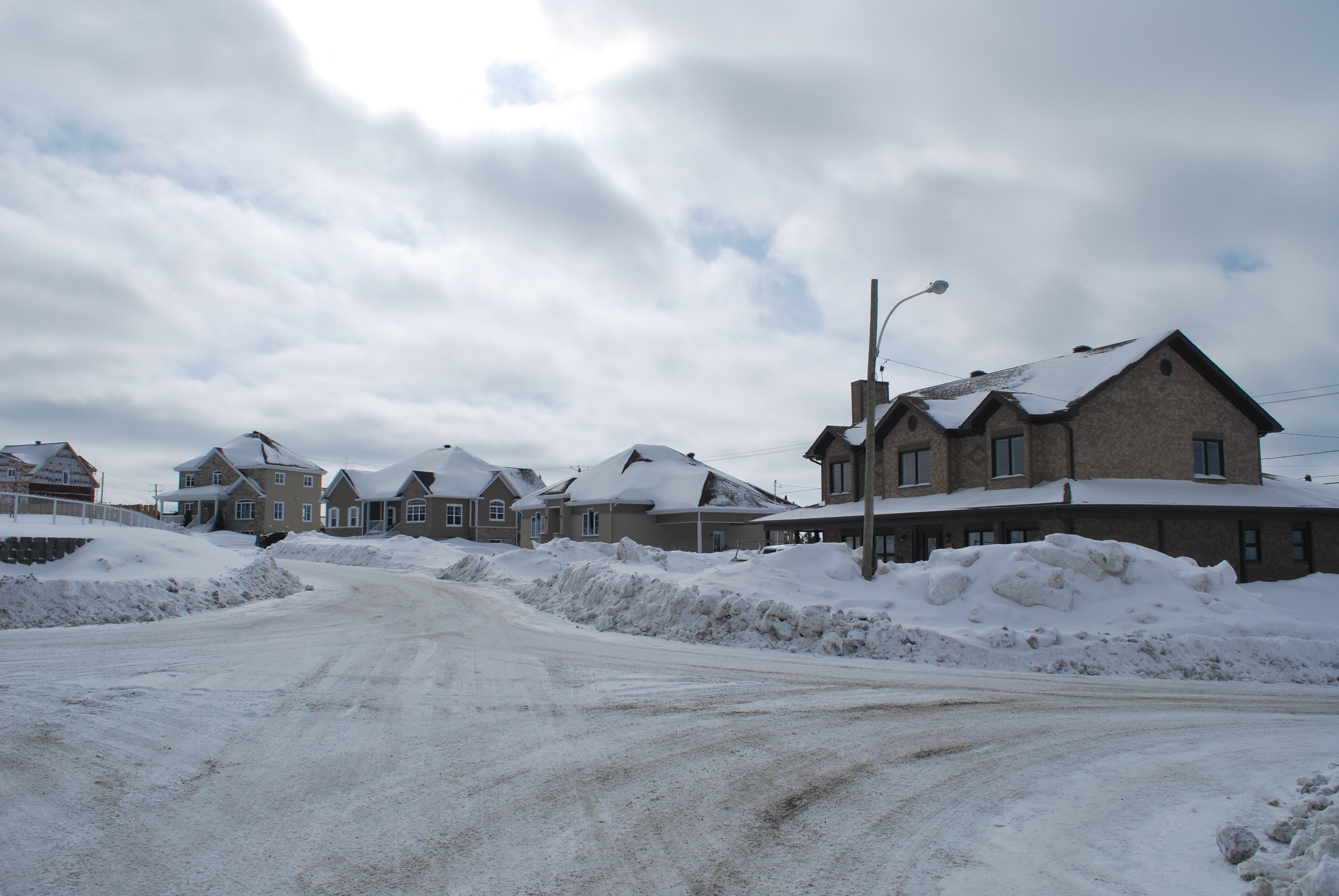
Rue Queen.
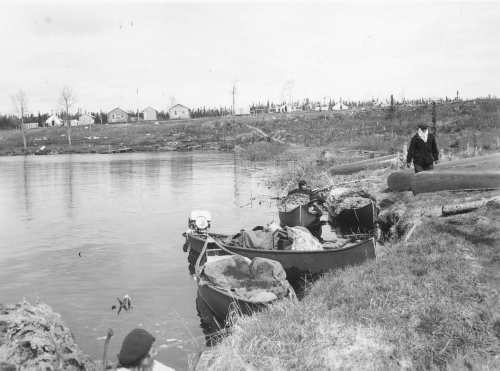
Arrivée des territoires de chasse, 1947.
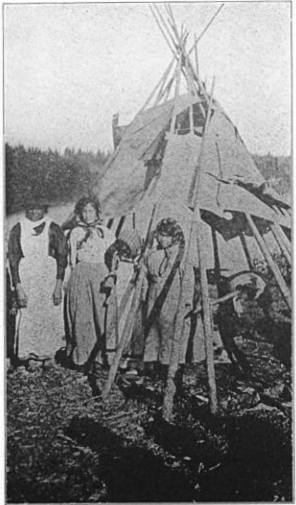
Femmes et enfants cris à Mistissini, 1910.
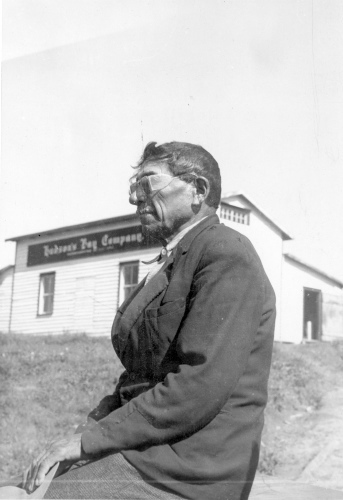
Poste du lac Mistassini. Le chef Peter Matouch, 1945.